# Bandera de Tineo
La bandera de Tineo (Asturias) es rectangular, de un largo equivalente a 3/2 el ancho. El paño es de color rojo, y lleva, al igual que su escudo, un león rampante amarillo en el centro.
- Datos: Q8241869